# Bedri Omuri
Bedri Omuri (Tirana, 16 gennaio 1957) è un ex calciatore albanese, di ruolo centrocampista.

## Carriera

### Nazionale
Ha collezionato 14 presenze e 2 gol con la Nazionale albanese.